# Città regie della Sardegna

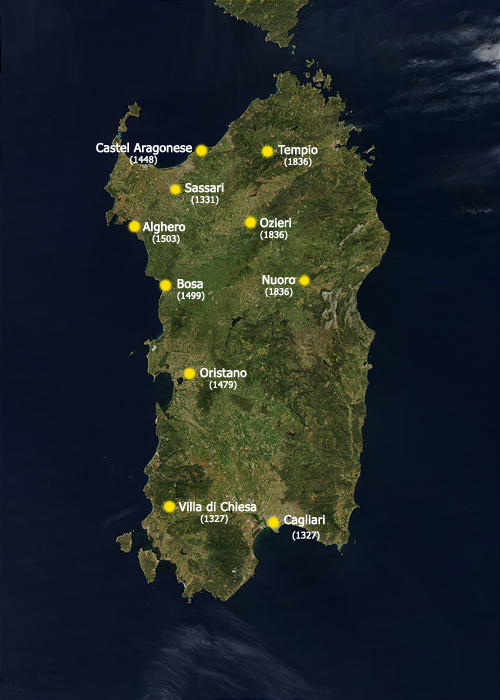
Le dieci città regie della Sardegna e l'anno di acquisizione del titolo.

Vengono indicati come città regie della Sardegna i centri della Sardegna che ottennero il titolo di città nei periodi aragonese, spagnolo e sabaudo.

## Le città regie del Regno di Sardegna aragonese e spagnolo
Durante il periodo aragonese e spagnolo si fregiavano del titolo di città regia i sette centri di:
- Iglesias, dal 7 giugno 1327, già Villa di Chiesa
- Cagliari, dal 25 agosto 1327, come Castel de Càller (in seguito solo Càller)
- Sassari, dal 20 agosto 1331, chiamata Sàsser
- Castelsardo, dal 1448, come Castillo Aragonés (Castello Aragonese) mutando nome da Castel Genovese o Castel Doria
- Oristano, dal 15 agosto 1479, chiamata Oristán
- Bosa, dal 1499
- Alghero, dal 28 agosto 1501, come L'Alguer[2]

Esse non erano infeudate ma sottoposte alla diretta giurisdizione reale e godevano di privilegi e concessioni, derivanti dal loro status. Sostanzialmente le città avevano poteri amministrativi di autogoverno, che esercitavano attraverso propri rappresentanti eletti (attraverso vari sistemi che solitamente combinavano voto e sorteggio) chiamati consiglieri, e sui quali l'amministrazione regia interveniva per sancire o rigettare le decisioni assunte, tramite un rappresentante chiamato vicario (veguer) o podestà; inoltre le città regie avevano anche poteri politici, in quanto i loro rappresentanti, chiamati sindaci, costituivano uno dei tre bracci del Parlamento del Regno (lo stamento reale). Per questo motivo generalmente la rappresentanza era inibita ai nobili, che facevano invece parte dello stamento militare.

### Iglesias

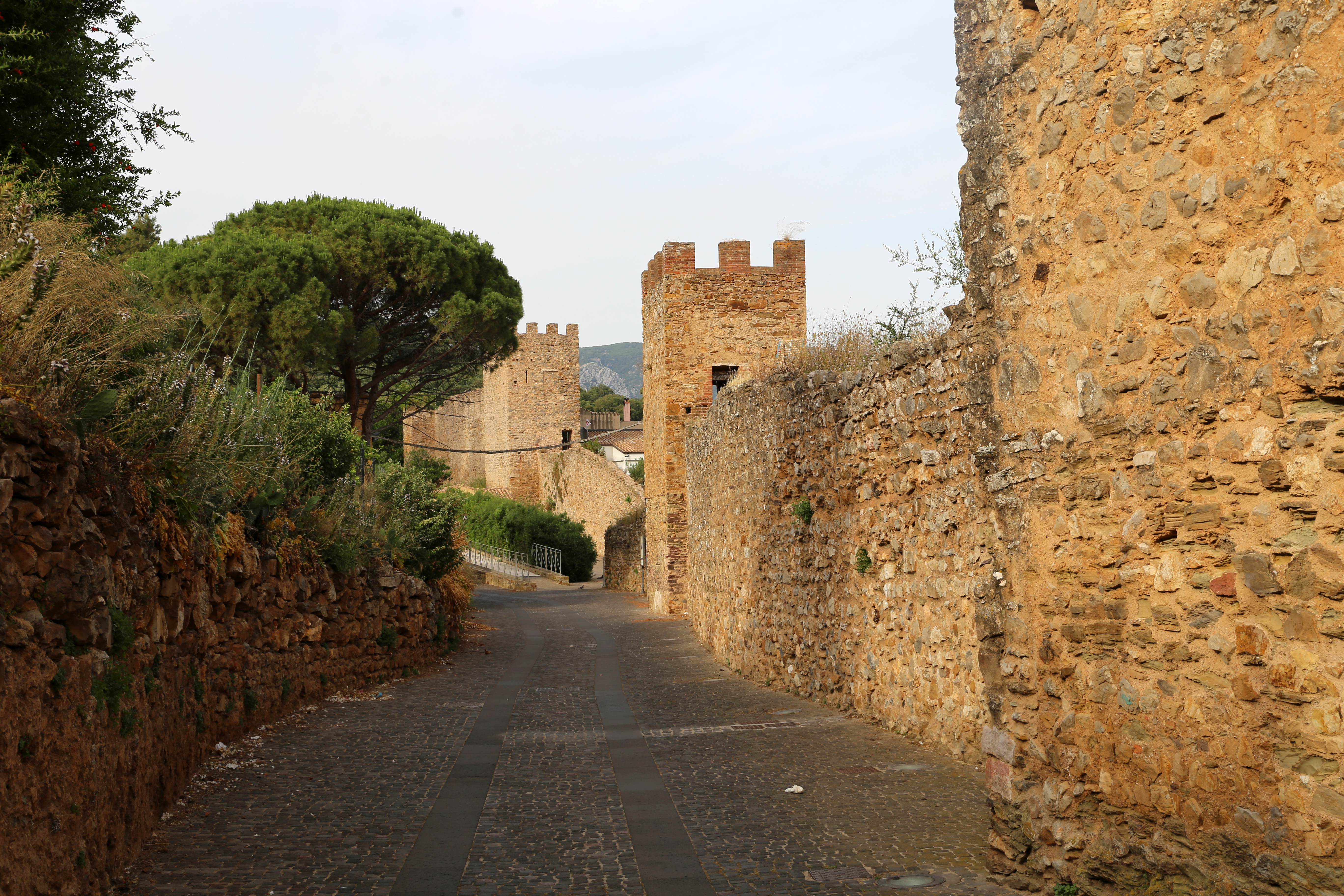
Mura di Iglesias

Il 6 febbraio 1324 la città passò ai catalano-aragonesi dopo un assedio di 7 mesi e fu riconosciuta Città Regia del Regno di Sardegna.
Iglesias ottenne lo status di città regia subito all'indomani dell'istituzione del Regno. Il processo non fu lineare: le esigenze politiche portarono due volte i sovrani a tentare di farne un feudo da attribuire a sudditi fedeli e particolarmente meritevoli, ma i cittadini seppero difendere efficacemente le loro prerogative, frustrando entrambe le volte il progetto d'infeudazione fino al definitivo affrancamento avvenuto l'8 febbraio 1450.
La città era governata da un Capitano di Giustizia di nomina regia e da un Consiglio elettivo, al vertice del quale stava il Giurato Capo. I cittadini di Iglesias godevano di diverse prerogative nelle campagne intorno alla città.

### Cagliari

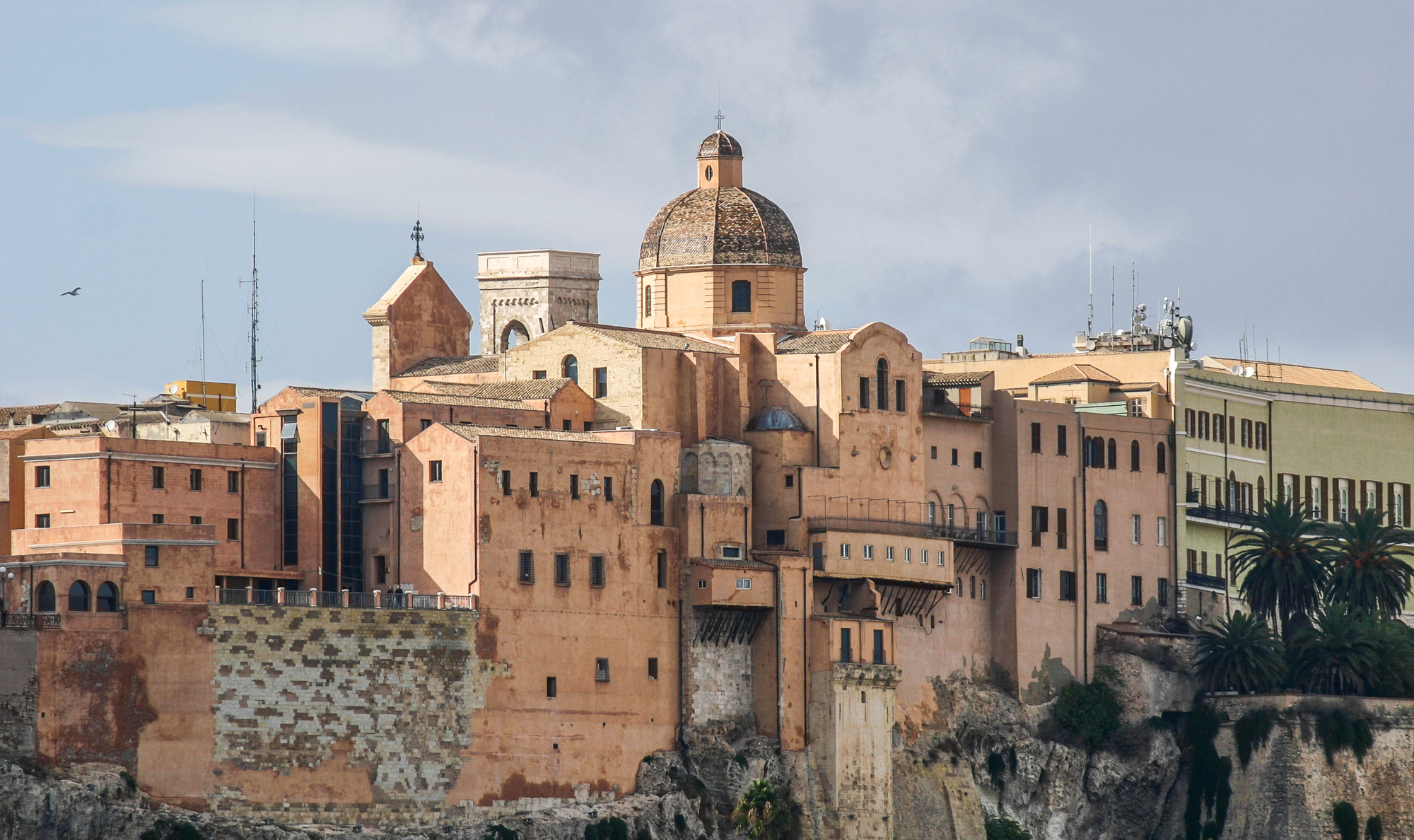
Veduta di Castello

Furono i catalano-aragonesi, nella guerra di conquista del Regno di Sardegna e Corsica, a edificare una nuova roccaforte su un altro colle cagliaritano: quello di Bonaria. Gli iberici, vittoriosi (1324), lasciarono Castel di Castro infeudato a Pisa per due anni, ma in seguito si impadronirono dell'intero complesso urbano. Così Castel di Castro, ripopolata da catalani, assunse la nuova denominazione di Castel de Caller (poi solo Caller), e divenne città regia non sottomessa ad alcun feudatario, per cui pagava le tasse direttamente al sovrano;
I vantaggi che l'appartenenza a Cagliari portavano erano notevoli, avendo riguardo che in città avevano sede le istituzioni governative a partire dal viceré, nonché quelle ecclesiastiche, militari, eccetera, vi si riuniva il parlamento ed erano presenti numerosi esponenti dei nobili e dei feudatari. Inoltre gli abitanti del capoluogo avevano il diritto di far legna gratuitamente nelle montagne di Capoterra che pure erano infeudate. Per questa ragione la cittadinanza (che, oltre al resto, comportava l'affrancamento dal regime feudale per chi proveniva da terre infeudate) era concessa con parsimonia e gelosamente.
La documentazione d'archivio consente di ricostruire la successione ininterrotta dei consiglieri.
Nello stamento reale, il sindaco di Cagliari era la prima voce, ossia il presidente.

### Sassari

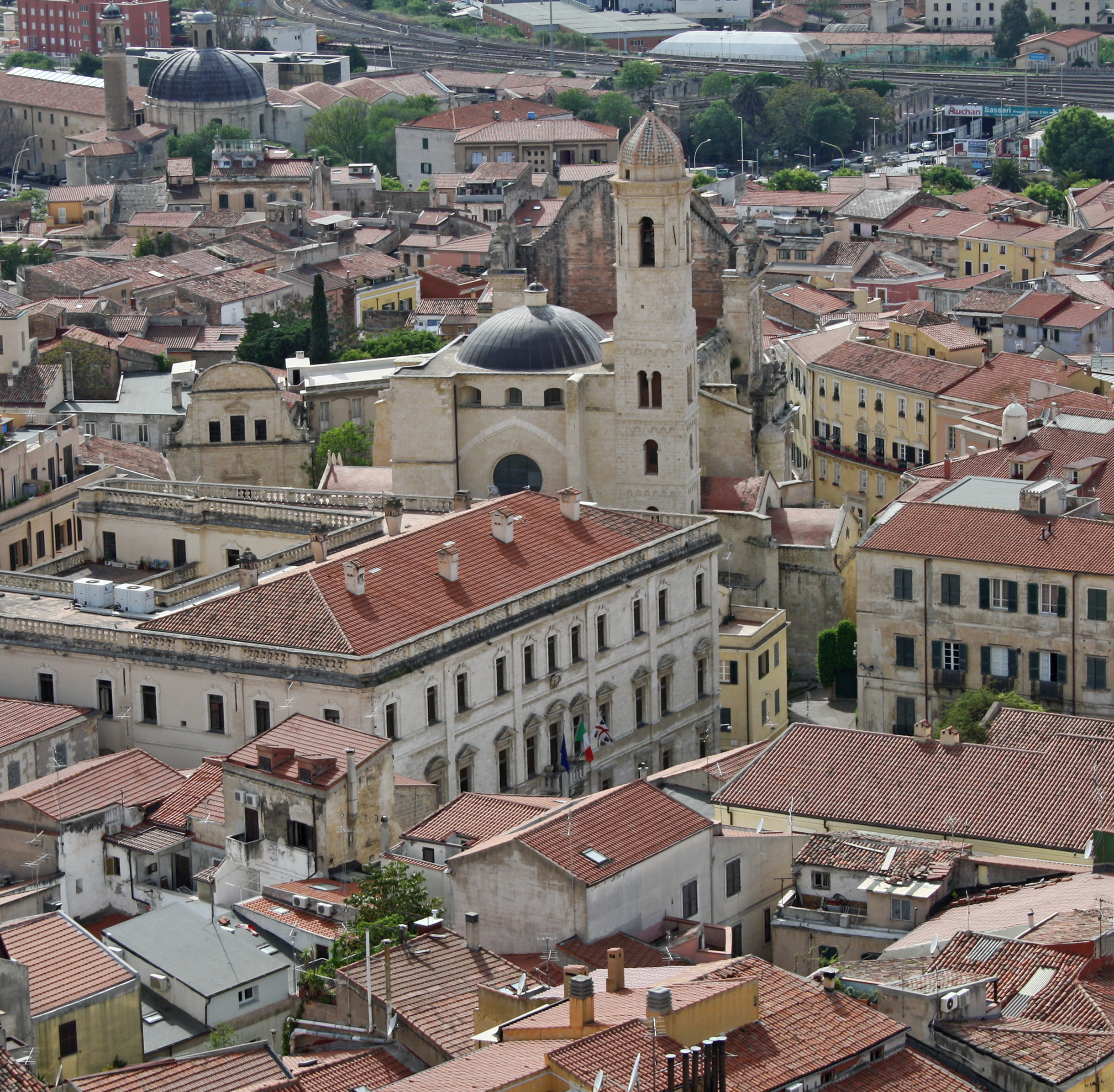
Centro storico di Sassari

La città di Sassari, tradizionalmente comune autonomo dal XIII secolo, nel 1316 vennero promulgati gli Statuti e Sassari fu sotto influenza genovese almeno sino alla conquista aragonese del 1323. La città si ribellò inutilmente ai nuovi conquistatori aragonesi nel 1325. Sassari ottenne il titolo di città regia il 20 agosto 1331. Da città regia ebbe anche diritti feudali sulla Nurra, la campagna circostante: i consiglieri della città erano considerati collettivamente baroni della Nurra, anche se non partecipavano allo stamento militare per incompatibilità. La funzione di capoluogo del Capo di sopra con la presenza di diverse istituzioni amministrative, giudiziarie, militari ed ecclesiastiche, la presenza di diversi nobili e feudatari e appunto i poteri della città sulla campagna rendevano particolarmente appetibile vivere a Sassari.
La dipendenza della Nurra dalla città ha avuto la conseguenza che ancora oggi il comune di Sassari è uno dei più estesi d'Italia. Nel 1369 fu sottomessa per due anni al giudice Mariano IV di Arborea e successivamente a suo figlio Ugone III di Arborea, e nel 1410 al visconte di Narbona Guglielmo II. Per oltre tre secoli fu sotto la dominazione spagnola. Nel 1528 la città fu invasa e saccheggiata dalle truppe francesi capitanate da Renzo Ursino che vi soggiornarono per un mese e incendiarono il municipio.

### Castelsardo

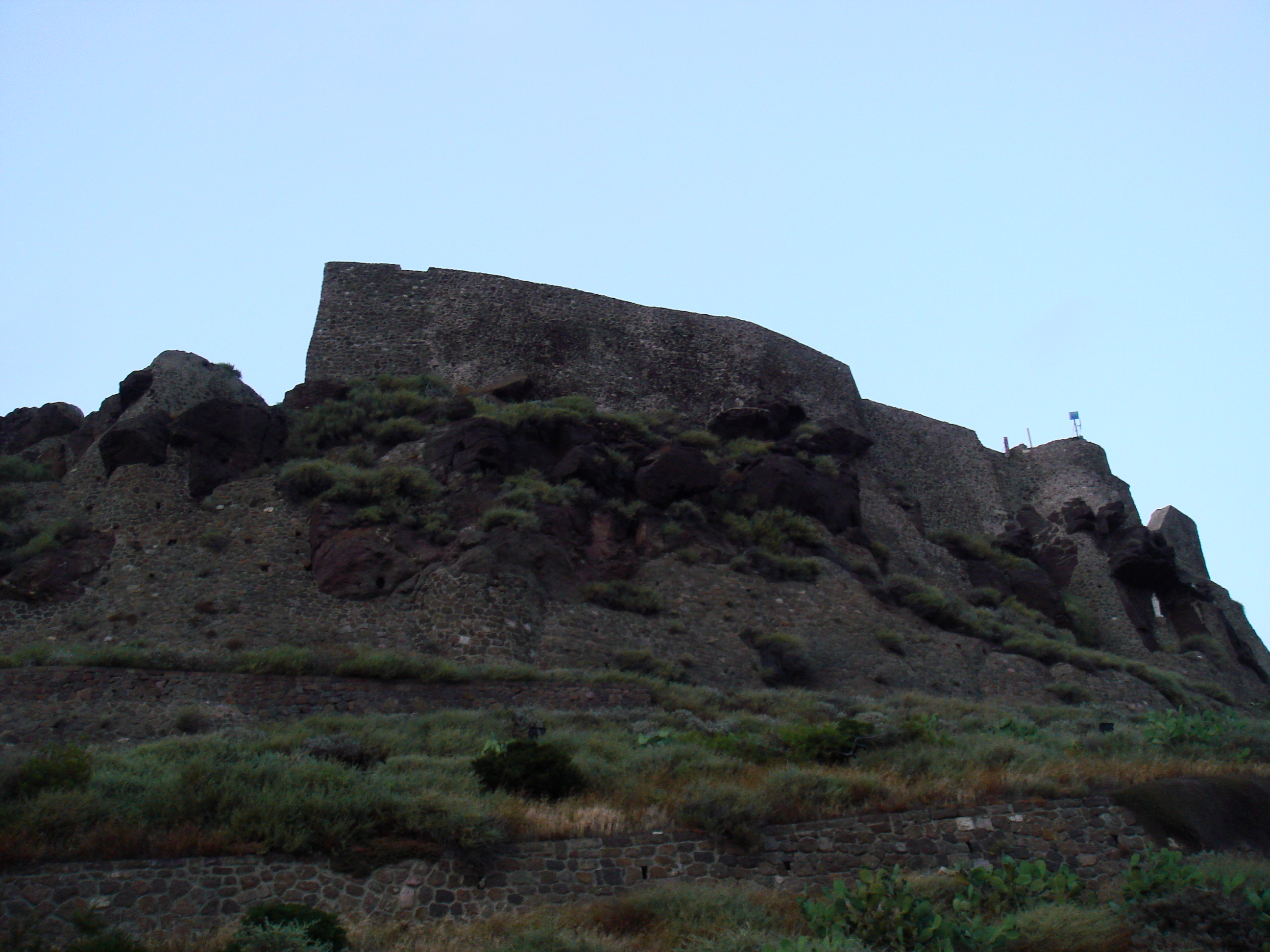
Rocca di Castelsardo

La città di Castelsardo era un punto strategico per la difesa del regno grazie alla sua natura di piazzaforte. Fu sede vescovile dal 1503 al 1839 (vescovo d'Ampurias, poi di Ampurias e Civita). Nonostante tutto questo era comunque un centro molto piccolo, tanto che per l'amministrazione si dovette supplicare al re una deroga al divieto per i nobili, in difetto era difficile trovare uomini idonei. Nel 1448 la rocca, che domina le Bocche di Bonifacio, fu definitivamente espugnata ed entrò a far parte dei territori catalano-aragonesi del Regno di Sardegna diventando città regia, direttamente dipendente dalla Corona d'Aragona. Mutò il suo nome in Castellaragonese nel 1516. In seguito fu denominata Castelsardo a partire dal 1769. Con la promulgazione della l. n. 295/1848, era stata decretata la riforma della legge comunale e provinciale, Castelsardo fu riconosciuto come ente autonomo.

### Oristano

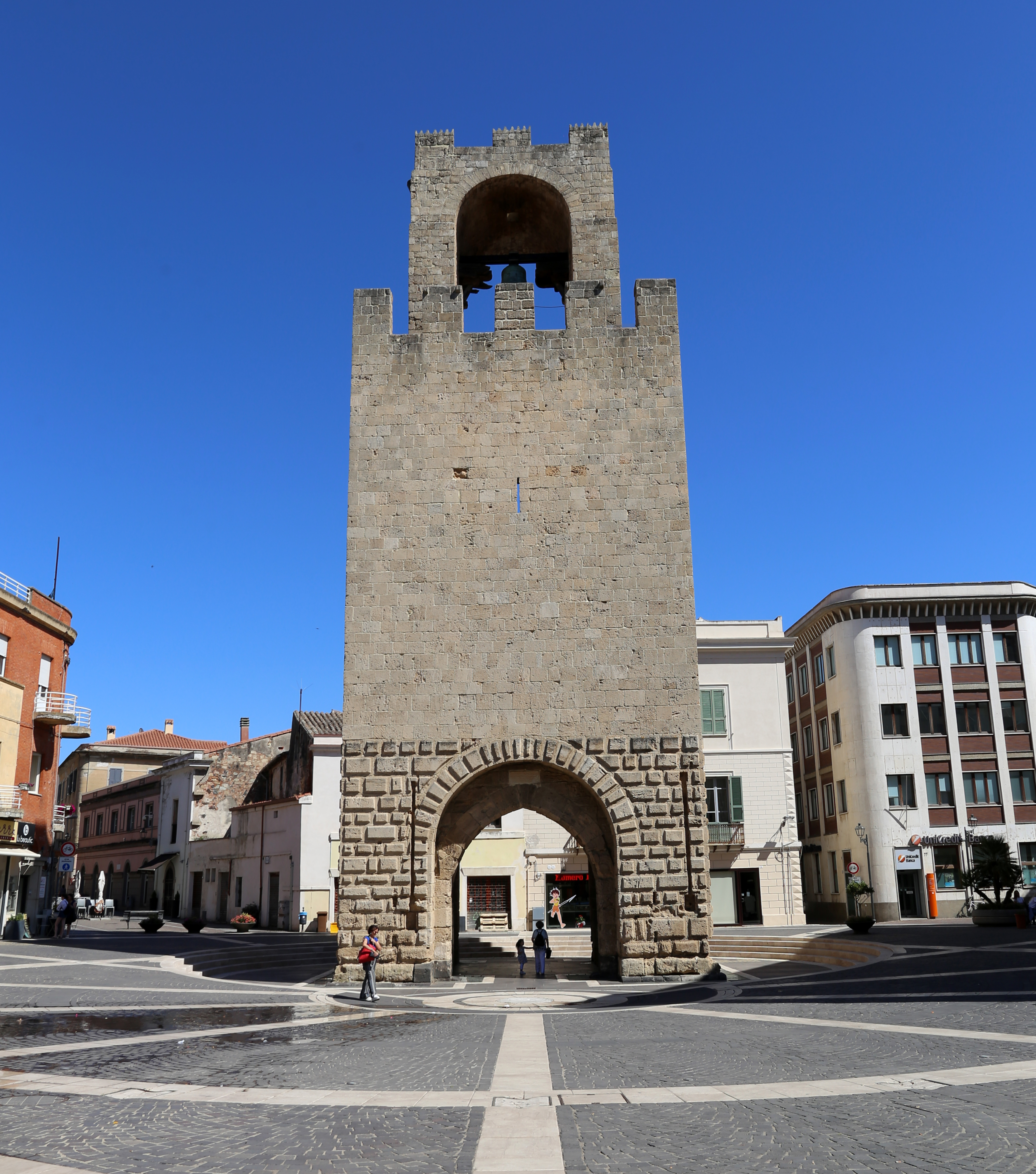
Torre di Mariano II d'Arborea

Oristano era l'antica capitale del giudicato d'Arborea. Dopo la sconfitta delle truppe giudicali: da parte dei catalano-aragonesi, nel 1410 il re riconobbe al legittimo erede del giudice, Leonardo Cubello, il titolo di marchese di Oristano, infeudandogli un territorio che corrispondeva quasi a quello dell'antico giudicato in cambio della fedeltà. Dopo la ribellione del marchese di Oristano Leonardo Alagon, debellato nel 1479, il re decise di comprare i diritti sul marchesato dal nuovo erede, il visconte di Narbona, e di annettere il territorio al proprio demanio. Da allora marchese di Oristano è sempre stato il re e la città divenne città regia, col controllo sui cosiddetti tre Campidani di Oristano (il Campidano Maggiore, il Campidano di Milis ed il Campidano di Simaxis). Nel 1767, nonostante le resistenze dei cittadini, le rendite dei tre Campidani furono sottratte ad Oristano e al demanio regio ed infeudate a Damiano Nurra col titolo di marchese d'Arcais (solo le rendite, senza alcun potere giurisdizionale che restava riservato ai tribunali regi), ai cui discendenti furono poi riscattate nel 1838.

### Bosa

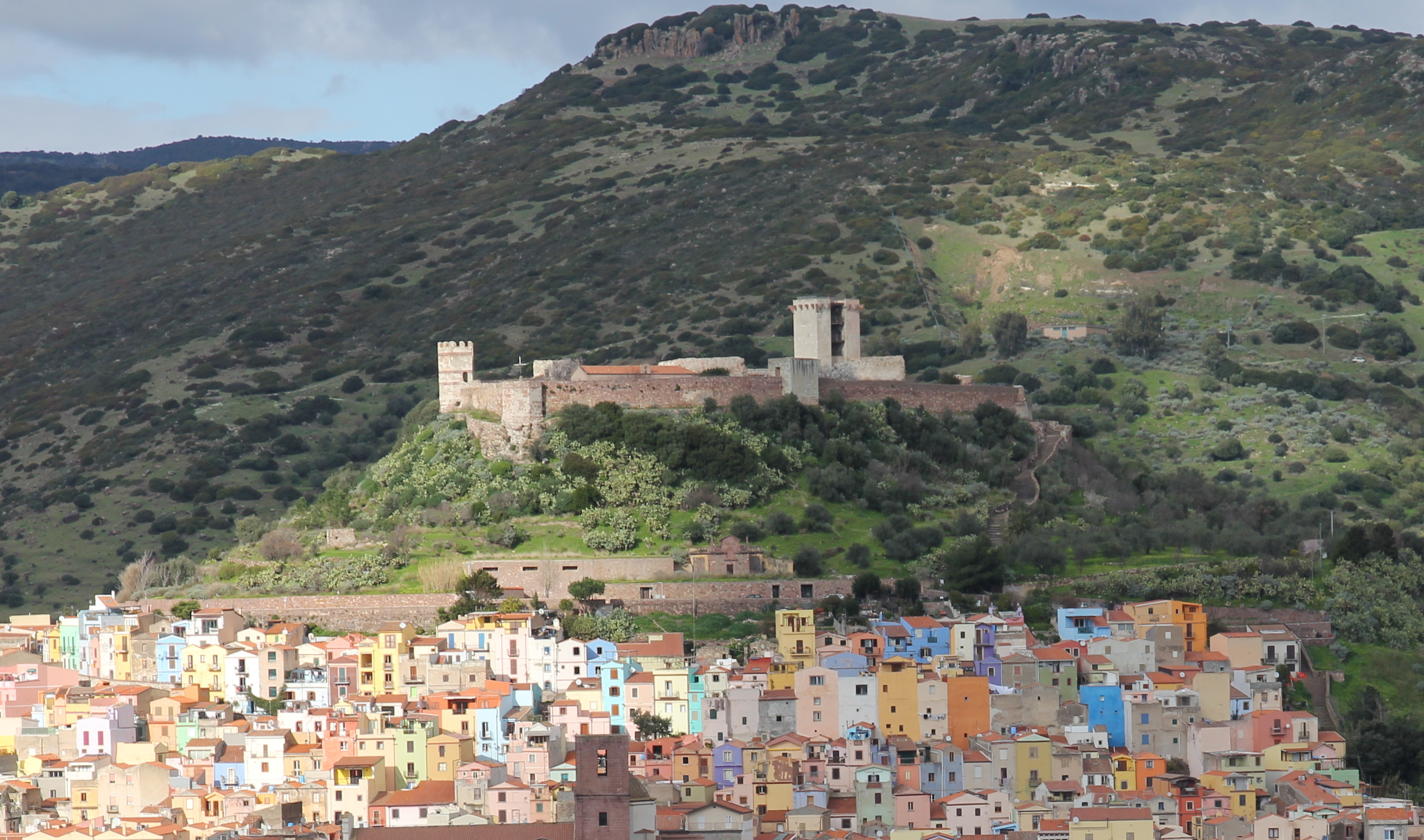
Il castello di Serravalle

In periodo di Regno di Sardegna, Bosa fu per alcuni periodi soggetta ad amministrazione regia diretta e per altra ad amministrazione feudale. In particolare, nel 1469 fu infeudata all'ammiraglio Juan Vilamarì da cui passò infine ad Isabel Vilamarì, moglie del principe di Salerno. Il regime feudale non fu oppressivo ed i bosani continuarono a ricordare con affetto la principessa, "una delle donne più celebrate e ammirate dell'epoca per la sua bellezza, grazia e cultura" e che fra l'altro ottenne dal re per il porto di Bosa il diritto del commercio (prima riservato ad Oristano, con gran detrimento dei bosani) e della lucrosa pesca del corallo per i suoi abitanti. Così, Bosa, sotto il governo diretto del re con uno statuto giuridico autonomo, in realtà, però, affidata alla giurisdizione di un feudatario fino al 1565, fu una delle sette Città Regie dell'isola. I privilegi concessi alla città rimasero immutati sino alla riforma dei Consigli Civici, sancita da re Carlo Emanuele III di Savoia

### Alghero

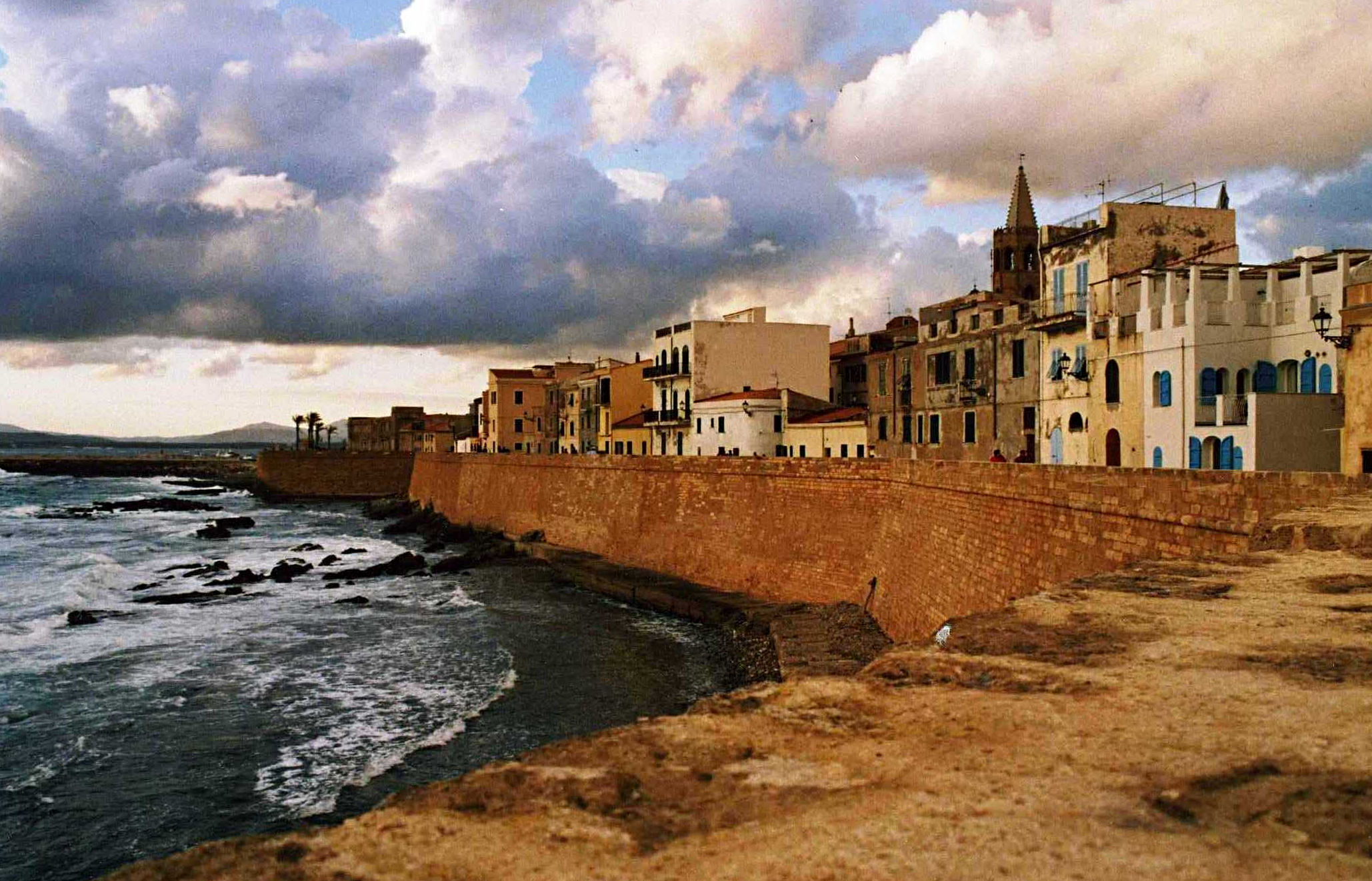
Bastioni di Alghero

Nel 1353 la città fu conquistata dai catalano-aragonesi e nel 1354 Pietro IV d'Aragona, detto il Cerimonioso o del Punyalet, ripopolò Alghero di catalani espellendo dalla città sardi e liguri. La casa d'Aragona concesse ad Alghero tutta una serie di vantaggi e di privilegi, facendola diventare una città regia, considerata come municipio autonomo, non sottoposto a regime feudale ma direttamente alla giurisdizione regia, e dotata di uno statuto fin dal 1503, che ne regolava la vita politica ed economica. La città rimase per ben quattro secoli sotto la dominazione prima catalano-aragonese e poi spagnola; Nel 1541, l'imperatore Carlo V venne in visita accompagnato dall'ammiraglio Andrea Doria, constatando le qualità che la resero così appetibile nel passato, e coniando forse la famosa espressione Sed todos caballeros. Con l'avvento dei Savoia nel 1720, nel Regno di Sardegna, Alghero cominciò ad accettare sostanziali modifiche nelle sue consuetudini. Fu eretto a comune moderno nel 1848. A seguito dell'espulsione di tutti i sardi e liguri dalla città, e del ripopolamento di catalani tutt'oggi ad Alghero molte persone hanno conservato l'uso della lingua Catalana nella variante algherese, creando un collegamento e un'affascinante scambio culturale con la Catalogna in Spagna

## Le città del Regno di Sardegna sabaudo
Il Regno di Sardegna sabaudo, pur riconoscendo i sette titoli urbani pregressi, utilizzò sempre per gli stessi centri la terminologia di città, secondo la consuetudine diffusa in Piemonte. Col governo dei Savoia, infatti, il parlamento non fu più riunito e di fatto i privilegi delle città regie vennero vanificati. Dopo il riscatto dei feudi (1836-1840), alle sette città regie rimase solo il rango di città, onorifico rispetto agli altri comuni, come succede oggi. Da questo momento in poi, alcuni altri centri (ville) ebbero progressivamente il rango (solo onorifico) di città dopo l'abolizione del feudalesimo:
- Tempio Pausania, come Tempio
- Ozieri
- Nuoro